# Videogiochi nel 1983

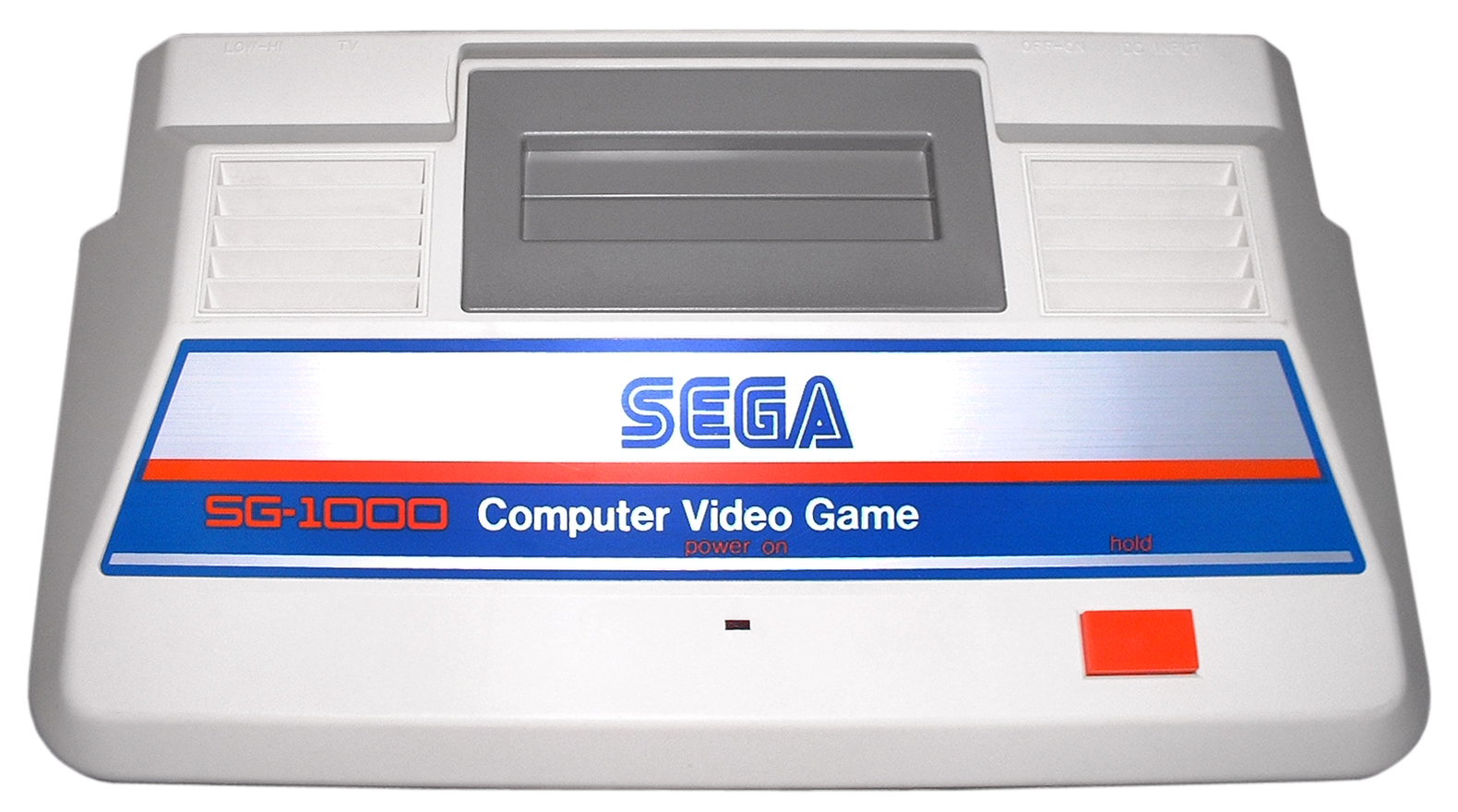
SG-1000

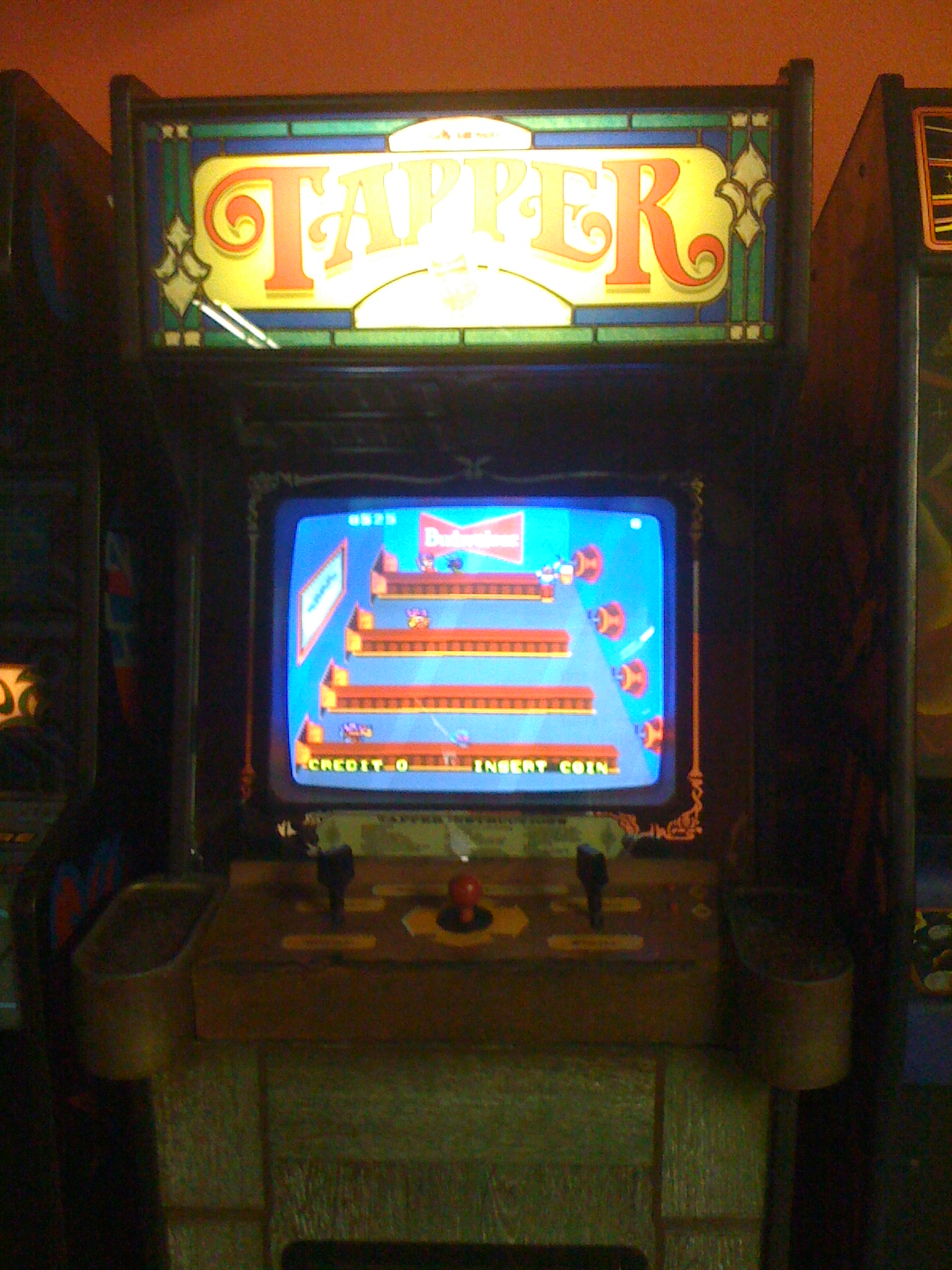
Tapper

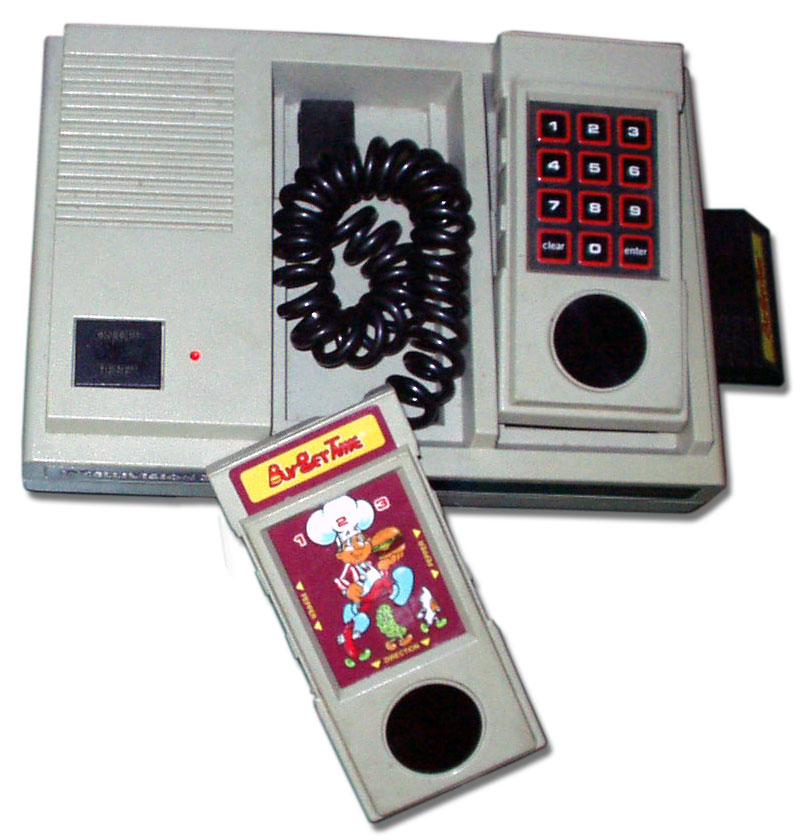
Intellivision II

Eventi rilevanti avvenuti nell'industria dei videogiochi nel 1983. 
Per un elenco delle voci su giochi usciti nell'anno vedi Categoria:Videogiochi del 1983.

## Eventi
- Si sviluppa una crisi nel settore delle console, nota come la crisi dei videogiochi del 1983, che riguarda soprattutto il mercato nordamericano.
- Avviene la sepoltura dei videogiochi Atari, un curioso evento dovuto all'eccesso di materiale invenduto.

### Aziende
- Vengono fondate Alligata, Beyond, Graftgold, Infogrames, Interplay Entertainment, Mastertronic, Mindscape, Mirrorsoft (anche se diventò una società reale solo nel 1985[1]), Ocean Software, Spectrum HoloByte, Origin Systems, Tynesoft, Virgin Games, Xonox.
- Vengono chiuse Games by Apollo, Starpath, US Games.
- Atari perde 539 milioni di dollari con la crisi del settore[2] e licenzia quasi 1700 persone, quasi un quarto del personale[1].
- Sega-AM2, un dipartimento di ricerca e sviluppo di Sega, viene creata sotto la supervisione di Yu Suzuki a Tokyo.
- Atari va contro Coleco, rivendicando la violazione dei brevetti di Atari sulla console per videogiochi Atari 2600. L'anno precedente, Coleco ha pubblicato una periferica che consente l'esecuzione delle cartucce di gioco Atari 2600 sulla console ColecoVision.[3]

### Hardware
- 15 luglio — Nintendo presenta la console NES in Giappone. Poco dopo la sua messa in vendita la società deve richiamare le console per sostituzione della scheda madre data l'instabilità delle prime versioni.[4]
- Atari mette in vendita l'Atari 2600 in Giappone (come Atari 2800) e Brasile.
- General Consumer Electronics pubblica la console Vectrex in Europa.
- SEGA presenta il computer SC-3000 e la console SG-1000 in Giappone.[5]
- Mattel Electronics mette in vendita la console Intellivision II, un'evoluzione della prima Intellivision.
- Mattel Electronics pubblica il computer Aquarius. I giochi però furono molto pochi e perlopiù adattamenti da giochi Intellivision.
- Coleco presenta l'Adam, un'espansione che trasforma la console ColecoVision in un home computer.
- Le console vendute sono 5,6 milioni (per 448 milioni di $) negli USA e 1,6 milioni (per 144 milioni di $) in Europa; le abitazioni con TV che hanno una console sono il 19% negli USA e il 3,5% in Europa[6].
- Gli home computer venduti sono 6 milioni (per 900 milioni di $) negli USA e 1,6 milioni (per 224 milioni di $) in Europa[6].

### Giochi
- Nintendo presenta l'arcade Mario Bros., primo capitolo della serie Mario.
- Escono i primi videogiochi arcade basati su laserdisc, tra cui il celebre Dragon's Lair.
- Tra gli altri grandi classici arcade escono Congo Bongo, Spy Hunter, Star Wars, Tapper, Track & Field.
- Esce Bomberman per i computer giapponesi, prima della lunga serie di Bomberman.
- Tra i grandi classici degli home computer escono Archon, International Soccer, Lode Runner, Manic Miner, M.U.L.E..
- Esce Valhalla, che a suo tempo si fece notare per i suoi personaggi che agiscono indipendenti[1].
- Esce One on One, il primo gioco a utilizzare in licenza i nomi di veri sportivi[2].
- Le cartucce vendute sono 72 milioni (per 864 milioni di $) negli USA e 15 milioni (per 225 milioni di $) in Europa[6].
- Le entrate dei produttori di software per home computer sono 400 milioni di $ in Europa e USA[6].
- Esce I, Robot di Atari, primo gioco con grafica poligonale 3d non vettoriale.

### Altro
- Esce The Quill, un software per sviluppo autonomo di avventure testuali che trovò abbondante impiego[1].
- Esce il film Wargames - Giochi di guerra[1].